# أرنو كورلي دي فريجيل
أرنو كورليه دي فريجيل (5 مارس 1958) رسام فرنسي.

## سيرة شخصية
ولد في عائلة من الرسامين وجامعي الأعمال الفنية المرتبطين بأوتو فان فين ، مدرس بيتر بول روبنز ،  بدأ الفنان أرنو كورليه دي فريجيل الرسم في سن مبكرة للغاية ثم بدأ بعد ذلك في مهنة الرسم: اللوحات، الجداريات (الفريسكو)، ديكورات المسرح. في عام 1993، ظهرت موهبته رسمياً كرسام عندما منحه المعهد العالي في باريس جائزة لعمله Laisse-moi الذي أقتنته وزارة المالية لتزيين المدينة الإدارية بوبيني .
يعيش الرسام في بيزانسون (إقليم دوبس ) حيث يواصل مسيرته الفنية. ولا يعتبر عمله معروف في فرنسا فقط   ولكن أيضًا في أرمينيا  وروسيا. 

## أسلوبه

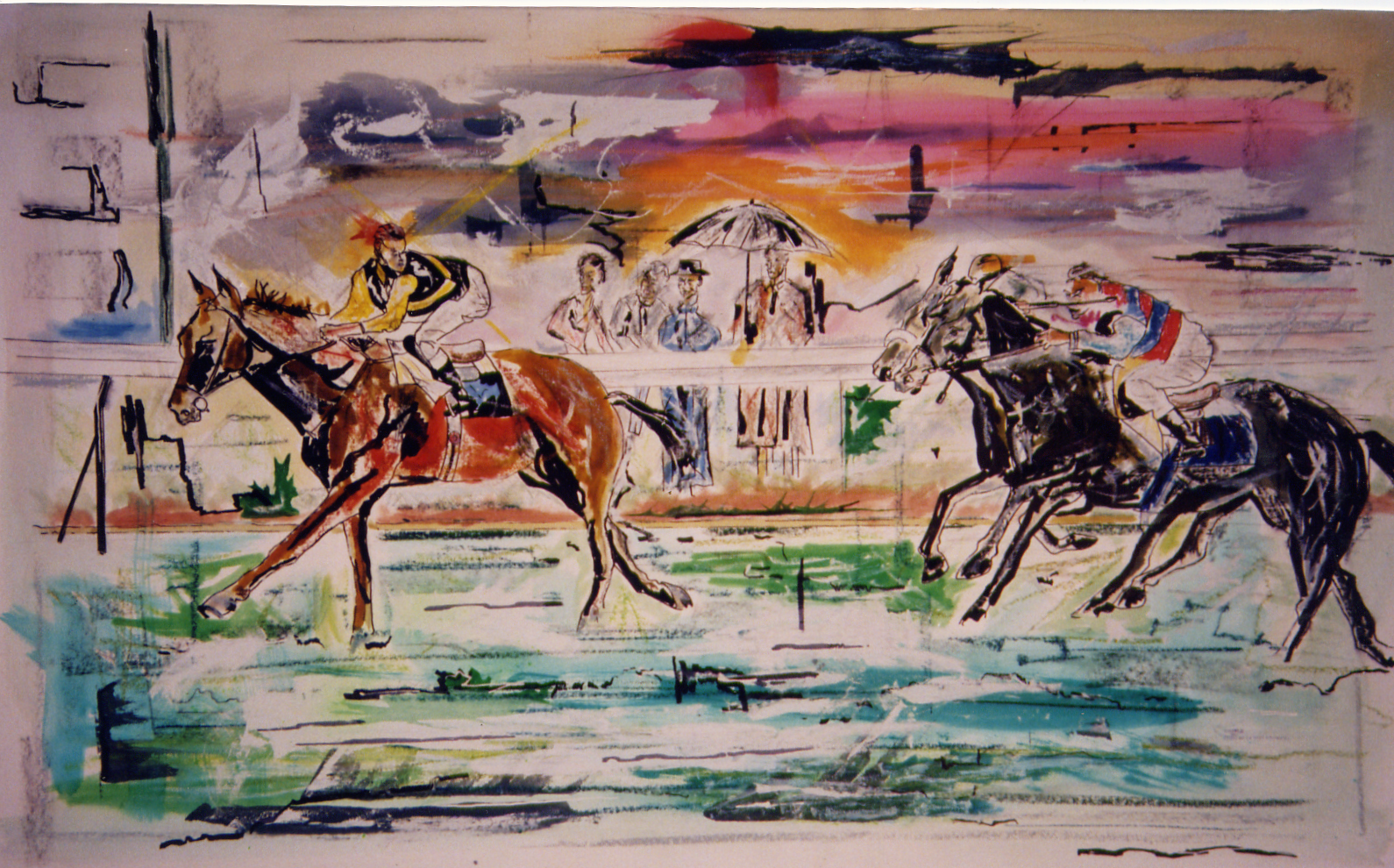
إدوارد الثالث (1996، أكريليك وباستيل، 120 × 80)

يعتبر دليل The Who's Who Art ("دليل من هو الفنان: مصدر مرجعي معروف/ موسوعة في مجال الفن") فنه بمثابة فن "تجريد شعري" و"مستقبلي" و"رسم عفوي".  ففي عام 2004، خصصت له موسوعة الفنون في فرانش كومتيه مقالًا مرجعيًا :
" الرسام الذي لا ينتمي لأي فئة فنية محددة، بل يستكشف أعماق الفن التجريدي من أجل جلب أبسط أشكال التمثيل و التجسيد الفني. لوحته، التي يبدو أنها تنبثق كنوع من انواع البشرة الملونة، والتي تُعبر عن دفء الواقع المعذب. وبتعبير الفنانون، يقوم برسم لوحاته باندفاع وتدفق كبير بعد مرحلة من المزج والتكثيف التي هي ثمرة فترة طويلة من التحضير داخل الذات للفنان، ويقوم بتمييز بعض أعماله بدائرة من العزلة شبه مخفية والتي تتحطم لاستحضار اللحظة التي يصبح فيها الواقع هشًا ومتشققًا، مما يفسح المجال لما هو غير مرئيا و تُظهر البروز النابض للمرئي. كما يُظهر الانفعال الذي يتخلل لوحاته مشاعر فنان في حركته، وعنفه، ونوره  ".
وفي مناسبة معرض الذكرى المئوية الثانية لكلود نيكولا ليدوكس (المهندس المعماري الفرنسي الشهير في القرن الثامن عشر) في Royal Saltworks في Arc-et-Senans، Franche-Comté (الموقع المدرج على قائمة التراث العالمي من قبل اليونسكو )، كتبت مجلة Le deuxième regard في هذا الصدد :
" إن لوحة كورليه دي فريجيل تدخل في علاقة شبه طبيعية مع إلهام ليدوكس؛ في الواقع يستكشف كلاهما تلك المسارات التي أشار إليها باشلار بـ "الخيال المادي، ذلك المكان الروحي الذي تتلاقى فيه جميع أشكال الفن وتلتقي.  "
" في أعقاب اتجاه معاصر للغاية، والذي يصف وجهة نظر فن عن فن آخر، يُظهر الفنان هنا رؤية مستقلة تعبر عن أعجوبة الاكتشاف الجديد"، صورة للأخوين لوميير : Lumière ou Projection privée (الضوء أو العرض الخاص ) تم العرض في مسرح إيدن l'Eden Théâtre de La Ciotat . حيث يعتبرمسرح L'Eden Théâtre العلامة التراثية للقرن العشرين، والذي تم ترميمه في إطار (مرسيليا العاصمة للثقافة الأوروبية في عام 2013) .

## عروض

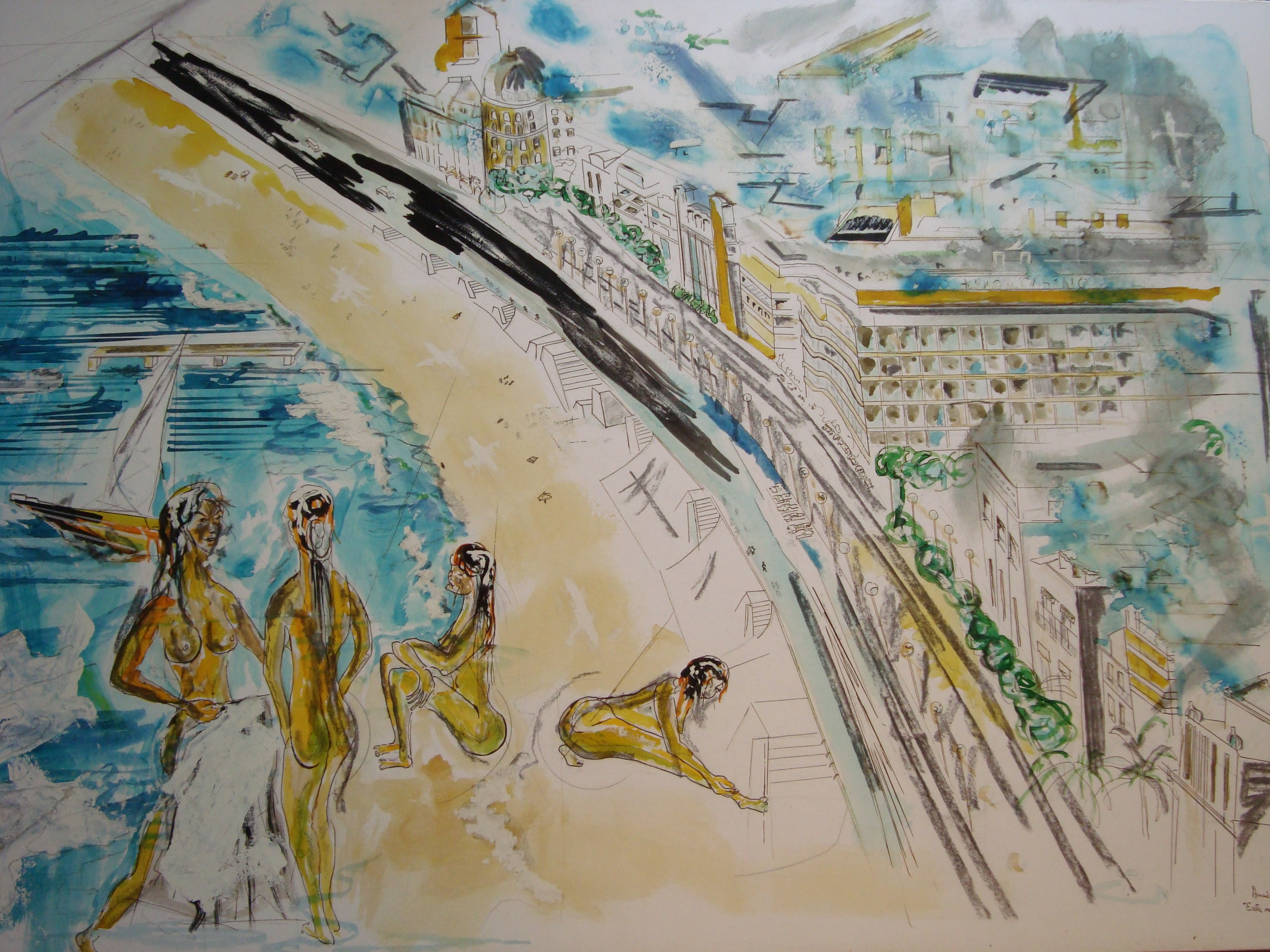
خليج الملائكة "لا باي دي الملائكة" (1994، أكريليك، 80 × 60)

- زخرفة المعرض في مدينة بوبيني الإدارية (باريس، 1993)

- معرض بارتيليمي (بيزانسون، 1993)
- صالون فيكتور شوكيه ، وزارة المالية (باريس، 1995، 1996، 1997، 1998، 1999، 2000، 2001، 2007)
- معرض المئوية الثانية للمساحة، المدرسة الوطنية للمساحة (تولوز، 2007)
- معرض إيفرارتس (باريس، 2001)
- صالون الرسم والنحت لجيش الشمال الشرقي (دوي، 2002)
- المعرض الوطني للرسم والنحت العسكري (شاتو دي فينسين، 2002)
- قلعة سيام (سيام، 2005)
- معرض الصحراء الفني (بيزانسون، 2006)
- معرض المئوية الثانية لكلود نيكولا ليدوكس (بيزانسون، المجلس العام، 2006)
- Salines royales d'Arc-et-Senans، (Arc-et-Senans 2006)
- مهرجان الرسم والنحت في بلفور (بلفور، 2007، 2008)
- معرض للمئوية الثانية للمساحة، المدرسة الوطنية للمساحة (تولوز، 2007)
- المعرض في دورة صالون السادسة عشر للفن ريشيليو، 2017 [10]
- معرض Art et foi، Chapelle des Annonciades، بونتارلييه، 2019
- معرض بليك في زوكونفت، فريبورغ أون بريسغاو، 2019
- معرض نظرة الفنانون للمستقبل، بيزانسون، أكتوبر 2019
- معرض في شاتو دو مونكلي، 2020

## مصادر

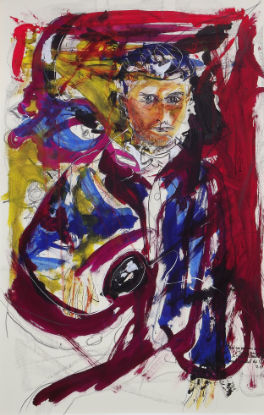
لوتريامونت (2012، أكريليك، 90 × 120)

### التحكيم معارض باريس
- لورانس كافي، كريستي
- فرانسواز دي بيرثويس، جريدة دروو

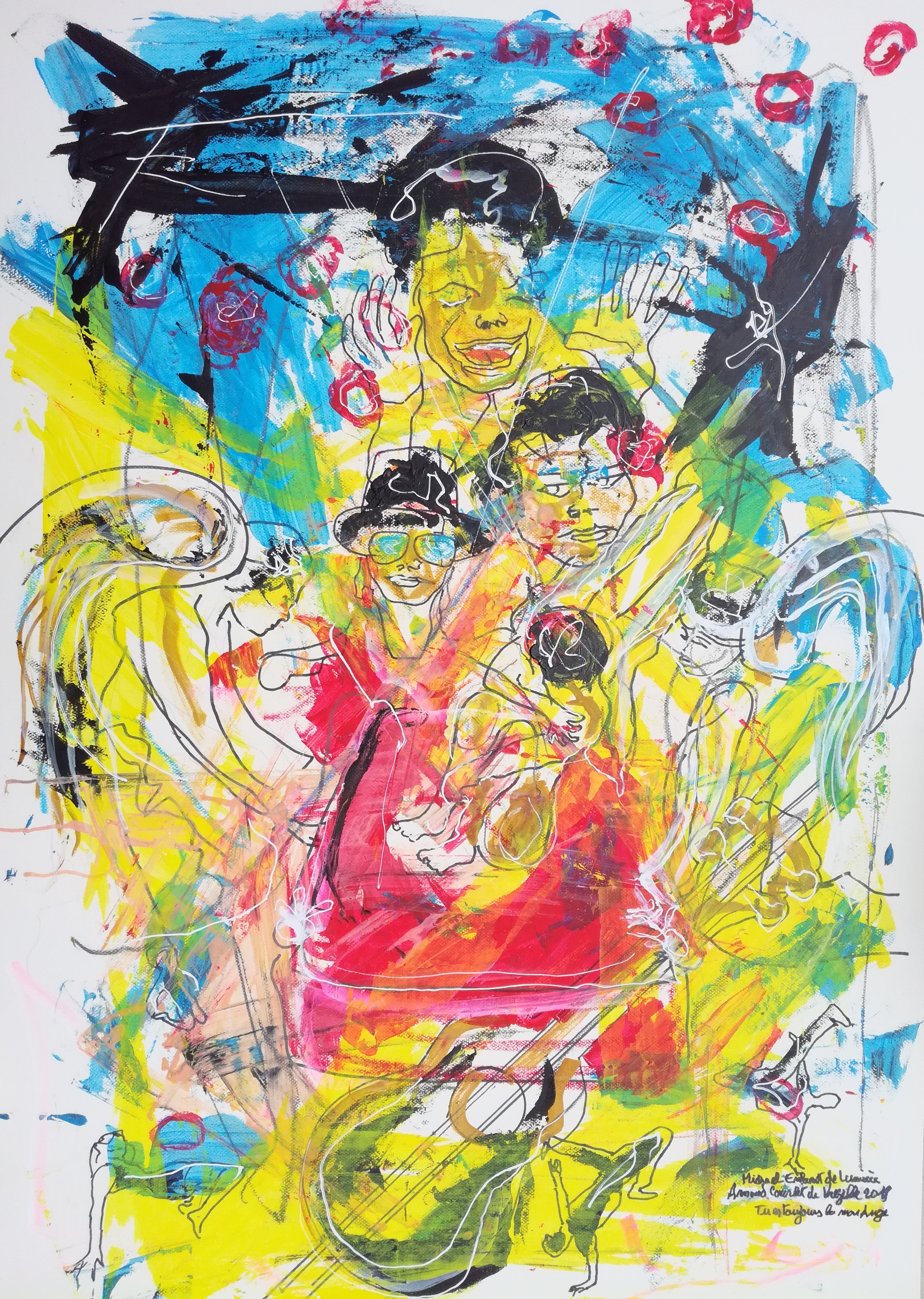
مايكل إنفانت دي لوميير (2018، أكريليك، 90 × 120)

- كلود مارونو، خبير في القرن التاسع عشر والفن المعاصر
- الناقد إدموند لازنيكاس
- جورج فيود، رئيس الجمعية التاريخية والآثارية ، باريس (الرابع عشر)
- جان بول ويلزر، خبير الرسم المعاصر

### معارض باريس للمزادات
- بيير كورنيت دي سان سير
- غي لوديمير
- ميتر بيلون
- ميتر ماشور

## المعارض
- فندق باريس (بيزانسون، 1994)
- قلعة بيزانسون (بيزانسون، 1996)

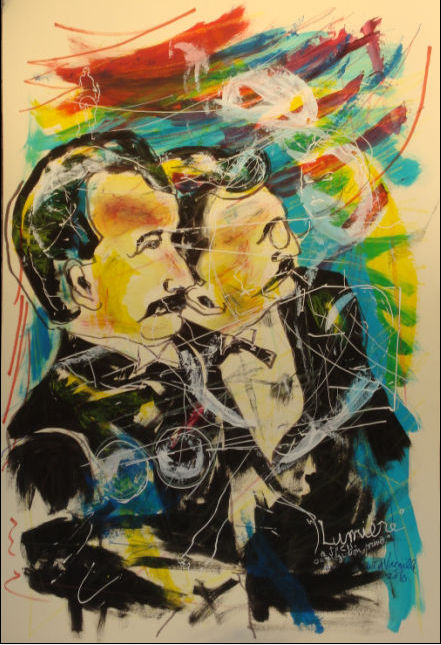
Lumière ou Projection privée (2010، أكريليك وباستيل، 90 × 120)

- شارع جورج الخامس (باريس، 1998، 1999)
- معرض فوبان (ديجون، 1999)
- ورشة بيير بوشي (بيزانسون، 2000)
- الاستراحة الثقافية لسانت ماري دو لا مير (2001)
- معرض إيفرارتس (باريس، 2001)
- بيانو جان ميشيل ميتر (بيزانسون، 2008)
- يوم التراث (دامبيير سور صالون، ميزون كويبا، 2012)
- معرض الكتاب (Dampierre-sur-Salon 2009, 2012، بمرافقة موسيقية لحسن بقالي، عازف الكمان في Orchester de Besançon Franche-Comté، Pays de Montbéliard)
- الإدارة الإقليمية للتربية والتعليم (جامعة أكاديمية بيزانسون) (بيزانسون، 2012)
- معرض الفن السادس عشر لفن ريشيليو (2017)
- يوم التراث، Château de Vaire (2018)
- موسيقى البيانات، بيزانسون (2023، 2019)

## الجوائز والتكريمات

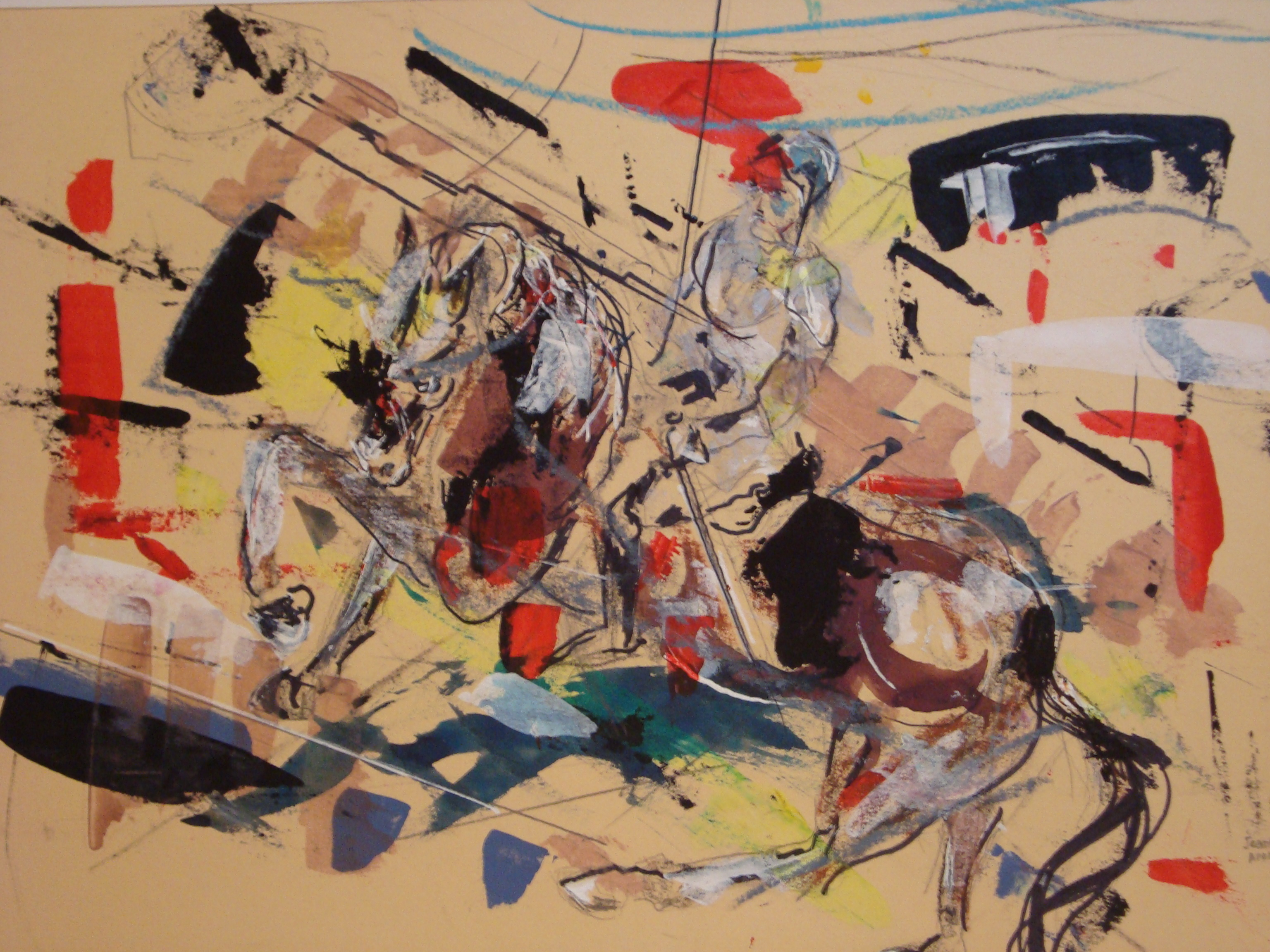
جيان 1429 (1999، أكريليك وباستيل، 60 × 40)

- الجائزة الأولى للمعهد العالي للفنون في باريس (باريس، 1993، لايس موا )
- إشارة خاصة في صالون فيكتور شوكيه (باريس، 1995، آرشي )
- ترشيح, صالون فيكتور شوكيه (باريس، 1996، ساعة في الليل )
- إشارة خاصة في صالون فيكتور شوكيه (باريس، 1998، Quand le Scarabée d'Or )
- ترشيح لصالون فيكتور شوكيه (باريس، 2000، سليمان العظيم )
- جائزة أرجينسون، غاليري إيفرارتس (باريس، 2001، Quand le Scarabée d'Or )
- جائزة الشعر، صالون فيكتور شوكيه (باريس، 2007، « إكريس بور موي »)
- دعوة تشريفية الدورة السادسة عشرة لصالون آرت ريشيليو، 2017